# Florence Sally Horner
Pour les articles homonymes, voir Horner.
Florence Sally Horner, née le 18 avril 1937 à Camden (New Jersey) et morte le 18 août 1952 (à 15 ans) dans un accident de la route près de Woodbine (New Jersey), est une célèbre victime de kidnapping. En 1948, alors qu'elle a 10 ans, elle est enlevée par Frank La Salle, un agresseur d'enfants en série.
Il est possible que Vladimir Nabokov se soit inspiré des détails de cette affaire pour écrire son roman Lolita.

## Enlèvement
En mars 1948, Sally Horner, alors âgée de 10 ans, tente de voler un carnet à cinq cents dans un magasin de Camden, dans le New Jersey. Frank La Salle, un mécanicien de 50 ans, la surprend et lui fait alors croire qu'il est un agent du FBI. Il menace de la faire envoyer dans une maison de correction à moins qu'elle ne lui fasse un rapport périodiquement.
En juin 1948, il l'enlève,,  l'ayant obligée à dire à sa mère qu'il était le père d'une amie d'école et qu'elle avait été invitée à passer quelques jours de vacances avec leur famille sur la côte du New Jersey,.
Il passe 21 mois à voyager avec elle dans différents États américains en se faisant passer pour son père. Selon le témoignage de Sally, c'est durant cette période qu'il la viole à plusieurs reprises. Ils s'installent pour un temps dans un parc à caravanes, en banlieue de San José (Californie), où Sally sera même opérée d'une appendicectomie.
Alors qu'elle fréquente une école à Dallas, au Texas, Sally Horner confie son secret à un ami. Plus tard, elle réussit à s'échapper et à téléphoner chez elle, et parvient à joindre sa sœur en lui demandant d'envoyer le FBI.
Lors de son arrestation le 22 mars 1950 à San José, La Salle affirme à nouveau qu'il est le père de Sally Horner, mais il est rapidement confondu.
La Salle est alors jugé, reconnu coupable et condamné à 30 à 35 ans de prison en vertu du Mann Act.

## Mort
Sally Horner meurt dans un accident de voiture près de Woodbine, dans le New Jersey, le 18 août 1952.
Associated Press publie un communiqué le 20 août 1952 : « Florence Sally Horner, une jeune fille de 15 ans de Camden, dans le New Jersey, qui avait passé 21 mois en captivité à la suite de son enlèvement par un délinquant sexuel d'âge moyen il y a quelques années, a été tuée dans un accident de la route lorsque la voiture dans laquelle elle se trouvait a percuté l'arrière d'un camion garé.».